# 神奈川県道路公社
神奈川県道路公社（かながわけんどうろこうしゃ）は、神奈川県を設立団体とする地方道路公社である。1964年（昭和39年）に財団法人神奈川県道路公社として設立され、1971年（昭和46年）に地方道路公社へ改組される。
神奈川県下の有料道路3路線と有料駐車場19ヶ所を管理して運営し、神奈川県から道路改築事業を受託している。
組織は本社、横須賀・三浦有料道路管理事務所、真鶴道路管理事務所の三か所で、本社は神奈川県横浜市山下町1シルクセンター423号室、理事長は安西保行である。

## 沿革
- 1964年（昭和39年）11月30日 : 神奈川県出資による財団法人として設立される。
- 1968年（昭和43年）4月1日 : 湯河原新道を供用開始する。
- 1970年（昭和45年）4月1日 : 逗葉新道を供用開始する。
- 1971年（昭和46年）10月30日 : 地方道路公社へ組織を変更する。
- 1987年（昭和62年）3月31日 : 湯河原新道の営業を終了して湯河原町へ有償譲渡する。
- 1992年（平成4年）3月21日 : 本町山中有料道路を供用開始する。
- 2000年（平成12年）3月4日 : 三浦縦貫道路を供用開始する。
- 2005年（平成17年）9月30日 : 真鶴道路の運営と管理を日本道路公団から承継する。

## 管理する有料道路

### 一般有料道路
- 三浦縦貫道路（神奈川県道26号横須賀三崎線）
- 真鶴道路（新道）（国道135号）

### 一般自動車道事業による有料道路
- 逗葉新道

## 過去に管理していた道路

### 一般有料道路
- 真鶴道路（旧道）（国道135号） : 2008年（平成20年）9月4日 無料開放
- 本町山中有料道路（神奈川県道28号本町山中線） : 2022年（令和4年）3月21日 無料開放

### 一般自動車道事業による有料道路
- 湯河原新道（通称オレンジライン、現在は湯河原町道） : 1987年（昭和62年）3月31日 無料開放